# Mistrzostwa Czech w Lekkoatletyce 2021
52. Mistrzostwa Czech w Lekkoatletyce – zawody lekkoatletyczne, które odbyły się 26 i 27 czerwca 2021 na Stadionie mládeže w Zlinie. 

## Rezultaty

### Mężczyźni
| Konkurencja:                  | Złoto                                                               | Wynik    | Srebro                                                                     | Wynik    | Brąz                                                                       | Wynik    |
| Bieg na 100 m                 | Dominik Záleský                                                     | 10,31    | Zdeněk Stromšík                                                            | 10,38    | Štěpán Hampl                                                               | 10,43    |
| Bieg na 200 m                 | Jan Jirka                                                           | 20,45 NR | Tomáš Němejc                                                               | 20,53    | Jiří Kubeš                                                                 | 20,94    |
| Bieg na 400 m                 | Matěj Krsek                                                         | 46,40    | Patrik Šorm                                                                | 46,47    | Pavel Maslák                                                               | 46,60    |
| Bieg na 800 m                 | Filip Šnejdr                                                        | 1:46,33  | Lukáš Hodboď                                                               | 1:46,73  | Jakub Davidík                                                              | 1:47,27  |
| Bieg na 1500 m                | Viktor Šinágl                                                       | 3:42,71  | Jan Friš                                                                   | 3:42,82  | Adam Dvořáček                                                              | 3:43,57  |
| Bieg na 5000 m                | Viktor Šinágl                                                       | 14:17,67 | Vladimír Marčík                                                            | 14:23,96 | Martin Zajíc                                                               | 14:30,34 |
| Bieg na 10 000 m              | Jiří Homoláč                                                        | 29:57,15 | Viktor Šinágl                                                              | 30:14,12 | Tomáš Jaša                                                                 | 30:45,18 |
| Bieg uliczny na 10 km         | Martin Zajíc                                                        | 30:34    | Viktor Šinágl                                                              | 30:52    | Vladimír Marčík                                                            | 31:04    |
| Bieg przełajowy (krótki)      | Vladimír Marčík                                                     | 13:38    | Marek Uvizl                                                                | 13:40    | Tomáš Jaša                                                                 | 13:42    |
| Bieg przełajowy (długi)       | Jáchym Kovář                                                        | 33:57    | Jiří Homoláč                                                               | 34:27    | Michal Šmahel                                                              | 34:32    |
| Bieg górski na 12 km          | Jáchym Kovář                                                        | 50:33    | Marek Chrascina                                                            | 51:30    | Dominik Sádlo                                                              | 52:41    |
| Bieg górski na 22,5 km        | Marek Chrascina                                                     | 1:33:35  | Jiří Čípa                                                                  | 1:35:18  | Ondřej Fejfar                                                              | 1:37:24  |
| Półmaraton                    | Vít Pavlišta                                                        | 1:06:31  | Viktor Šinágl                                                              | 1:07:11  | Ondřej Fejfar                                                              | 1:07:38  |
| Maraton                       | Vít Pavlišta                                                        | 2:18:28  | Jiří Homoláč                                                               | 2:19:08  | Jan Kohut                                                                  | 2:21:13  |
| Bieg na 110 m przez płotki    | Petr Svoboda                                                        | 13,78    | David Ryba                                                                 | 14,10    | Vilém Stráský                                                              | 14,49    |
| Bieg na 400 m przez płotki    | Vít Müller                                                          | 49,26    | Martin Tuček                                                               | 50,20    | Matěj Mach                                                                 | 51,55    |
| Bieg na 3000 m z przeszkodami | Damián Vích                                                         | 8:53,19  | David Foller                                                               | 8:56,61  | Martin Kováčech                                                            | 8:59,19  |
| Sztafeta 4 × 100 m            | Olymp Praha Antonín Wijas Adam Havlas Stanislav Jíra Štěpán Hampl   | 40,61    | AK ŠKODA Plzeň Petr Urbánek Marek Páník Daniel Maruštík Jakub Rež          | 40,88    | Slavia Praha Pavel Petřík Adam Grabmüller Vojtěch Svoboda Josef Drahota    | 40,95    |
| Sztafeta 4 × 400 m            | Slavia Praha Matěj Mach Vladislav Sadirov Martin Ornst Filip Šnejdr | 3:11,40  | AK ŠKODA Plzeň Jakub Majerčák Daniel Kabyš Michal Haidelmeier Filip Ličman | 3:13,42  | VSK Univerzita Brno Martin Juránek Tomáš Vystrk Tadeáš Plaček Martin Tuček | 3:14,22  |
| Chód na 20 km                 | Vít Hlaváč                                                          | 1:29:12  | Lukáš Gdula                                                                | 1:35:14  | Adam Zajíček                                                               | 1:35:57  |
| Chód na 35 km                 | Vít Hlaváč                                                          | 2:45:25  | Lukáš Gdula                                                                | 2:53:16  | Jaromír Morávek                                                            | 2:54:30  |
| Chód na 50 km                 | Vít Hlaváč                                                          | 3:52:54  | Lukáš Gdula                                                                | 3:56:06  | Martin Nedvídek                                                            | 4:35:59  |
| Skok wzwyż                    | Marek Bahník                                                        | 2,20     | Jakub Bělík                                                                | 2,12     | Josef Adámek                                                               | 2,12     |
| Skok o tyczce                 | Jan Kudlička                                                        | 5,55     | Dan Bárta                                                                  | 5,45     | Matěj Ščerba                                                               | 5,35     |
| Skok w dal                    | Radek Juška                                                         | 7,88     | Jakub Rusek                                                                | 7,53     | Dan Kováč                                                                  | 7,32     |
| Trójskok                      | Jiří Vondráček                                                      | 16,08    | Ondřej Vodák                                                               | 15,81    | Filip Dittrich                                                             | 15,24    |
| Pchnięcie kulą                | Tomáš Staněk                                                        | 20,68    | Martin Novák                                                               | 18,16    | David Tupý                                                                 | 17,83    |
| Rzut dyskiem                  | Marek Bárta                                                         | 60,02    | Michal Forejt                                                              | 56,48    | Jakub Forejt                                                               | 53,89    |
| Rzut młotem                   | Patrik Hájek                                                        | 69,31    | Michal Fiala                                                               | 65,49    | Miroslav Pavlíček                                                          | 65,13    |
| Rzut oszczepem                | Jakub Vadlejch                                                      | 82,04    | Vítězslav Veselý                                                           | 81,38    | Martin Florian                                                             | 71,38    |
| Dziesięciobój                 | Ondřej Kopecký                                                      | 7502     | Jonáš Pospíšil                                                             | 6954     | Vilém Stráský                                                              | 6796     |

### Kobiety
| Konkurencja:                  | Złoto                                                                               | Wynik    | Srebro                                                                               | Wynik    | Brąz                                                                             | Wynik    |
| Bieg na 100 m                 | Johana Kaiserová                                                                    | 11,73    | Natálie Kožuškaničová                                                                | 11,74    | Lucie Mičunková                                                                  | 11,84    |
| Bieg na 200 m                 | Jana Slaninová                                                                      | 23,64    | Barbora Šplechtnová                                                                  | 23,66    | Martina Hofmanová                                                                | 23,80    |
| Bieg na 400 m                 | Barbora Malíková                                                                    | 51,23    | Tereza Petržilková                                                                   | 53,35    | Martina Hofmanová                                                                | 54,14    |
| Bieg na 800 m                 | Kimberley Ficenec                                                                   | 2:04,52  | Adéla Sádlová                                                                        | 2:05,07  | Anna Šimková                                                                     | 2:06,09  |
| Bieg na 1500 m                | Diana Mezuliáníková                                                                 | 4:09,06  | Kristiina Mäki                                                                       | 4:10,59  | Simona Vrzalová                                                                  | 4:11,47  |
| Bieg na 5000 m                | Moira Stewartová                                                                    | 16:27,62 | Tereza Hrochová                                                                      | 16:28,30 | Aneta Chlebiková                                                                 | 16:40,90 |
| Bieg na 10 000 m              | Moira Stewartová                                                                    | 33:35,02 | Tereza Hrochová                                                                      | 33:53,78 | Julia-Anna Lily Bell                                                             | 34:48,73 |
| Bieg uliczny na 10 km         | Moira Stewartová                                                                    | 33:24    | Tereza Hrochová                                                                      | 34:37    | Tereza Novotná                                                                   | 35:44    |
| Bieg przełajowy               | Tereza Hrochová                                                                     | 30:37    | Tereza Zimovjanová                                                                   | 31:16    | Anna Málková                                                                     | 31:16    |
| Bieg górski na 12 km          | Tereza Hrochová                                                                     | 59:10    | Pavla Schorná                                                                        | 59:27    | Adéla Stránská                                                                   | 59:39    |
| Bieg górski na 22,5 km        | Barbora Macurová                                                                    | 1:50:27  | Pavla Schorná                                                                        | 1:52:45  | Gabriela Veigertová                                                              | 1:54:36  |
| Półmaraton                    | Tereza Hrochová                                                                     | 1:14:34  | Barbora Macurová                                                                     | 1:16:54  | Magdalena Horká                                                                  | 1:17:52  |
| Maraton                       | Eva Vrabcová                                                                        | 2:27:07  | Moira Stewartová                                                                     | 2:29:28  | Magdalena Horká                                                                  | 2:42:30  |
| Bieg na 100 m przez płotki    | Markéta Štolová                                                                     | 13,06 w  | Helena Jiranová                                                                      | 13,12 w  | Lucie Čuda                                                                       | 13,15 w  |
| Bieg na 400 m przez płotki    | Nikoleta Jíchová                                                                    | 57,17    | Barbora Veselá                                                                       | 57,69    | Tereza Jonášová                                                                  | 59,14    |
| Bieg na 3000 m z przeszkodami | Tereza Novotná                                                                      | 10:18,68 | Veronika Siebeltová                                                                  | 10:37,03 | Bára Stýblová                                                                    | 10:43,64 |
| Sztafeta 4 × 100 m            | USK Praha B Linda Dufková Nicoleta Turnerová Martina Hofmanová Barbora Dvořáková    | 45,59    | USK Praha A Markéta Štolová Johana Kaiserová Agáta Kolingerová Natálie Kožuškaničová | 45,85    | AK Olomouc Michaela Gieselová Barbora Zatloukalová Katrin Sásová Lucie Mičunková | 46,31    |
| Sztafeta 4 × 400 m            | AK ŠKODA Plzeň Kateřina Matoušková Anna Suráková Tereza Jonášová Tereza Petržilková | 3:40,61  | USK Praha Věra Holubářová Veronika Petrásková Kristýna Korelová Martina Hofmanová    | 3:47,41  | Slavia Praha Markéta Veverková Anna Šimková Barbora Navrátilová Zuzana Cymbálová | 3:49,41  |
| Chód na 20 km                 | Tereza Ďurdiaková                                                                   | 1:38:00  | Eliška Martínková                                                                    | 1:39:13  | Jana Zikmundová                                                                  | 1:48:26  |
| Chód na 35 km                 | Tereza Ďurdiaková                                                                   | 2:51:50  | Jana Zikmundová                                                                      | 3:25:08  | –                                                                                | –        |
| Skok wzwyż                    | Klára Krejčiříková                                                                  | 1,80     | Michaela Hrubá                                                                       | 1,77     | Nikola Gavendová                                                                 | 1,74     |
| Skok o tyczce                 | Romana Maláčová                                                                     | 4,45     | Amálie Švábíková                                                                     | 4,45     | Zuzana Pražáková<                                                                | 4,35     |
| Skok w dal                    | Linda Suchá                                                                         | 6,28     | Michaela Kučerová                                                                    | 6,26     | Kateřina Dvořáková                                                               | 6,16     |
| Trójskok                      | Emma Maštalířová                                                                    | 13,32    | Petra Harasimová                                                                     | 13,27    | Linda Suchá                                                                      | 13,11    |
| Pchnięcie kulą                | Markéta Červenková                                                                  | 17,48    | Katrin Brzyszkowská                                                                  | 15,74    | Lenka Valešová                                                                   | 14,81    |
| Rzut dyskiem                  | Eliška Staňková                                                                     | 55,68    | Barbora Tichá                                                                        | 51,70    | Lenka Matoušková                                                                 | 48,30    |
| Rzut młotem                   | Kateřina Šafránková                                                                 | 69,56    | Tereza Králová                                                                       | 65,57    | Lenka Valešová                                                                   | 63,87    |
| Rzut oszczepem                | Barbora Špotáková                                                                   | 61,38    | Martina Píšová                                                                       | 56,99    | Irena Gillarová                                                                  | 55,70    |
| Siedmiobój                    | Dorota Skřivanová                                                                   | 5773     | Barbora Zatloukalová                                                                 | 5723     | Jana Novotná                                                                     | 5377     |